# Zzap & Chriss
Zzap & Chriss är en av Kosovos största musikproducentduor som producerat musik åt kända sångare i både Kosovo och Albanien. 

## Karriär
Duon bildades i Pristina, Kosovos huvudstad, 2010 och består av Arbër Elshani (Zzap) och Christian Lekaj (Chriss).
Duon bor och verkar i sin hemstad Pristina, där de driver skivbolaget ON Records. De har producerat hitlåtar som "Fenix" framförd av Tuna, "Gangsta" framförd av Nora Istrefi och "A po t'pëlqen" framförd av Enca. 
I december 2014 producerade duon låten "S'të fal" som Linda Halimi (Lindita) deltog i Festivali i Këngës 53 med. Upptempolåten blev mycket populär, och Halimi lyckades sluta på tredje plats i tävlingen där vinnaren skickas till Eurovision Song Contest följande år. Vann gjorde Elhaida Dani med "Diell". I februari 2015 meddelade Dani tillsammans med RTSH (Radio Televizioni Shqiptar) att hennes bidrag till Eurovision Song Contest 2015, "Diell", kommer att ersättas på grund av konflikt mellan låtens upphovsman och RTSH. Hon kommer istället att framföra låten "I'm Alive" som kommer att produceras av Zzap & Chriss. Låten släpps i mars och tävlar i Eurovision i maj 2015 i Wien.

## Diskografi (som upphovsmän)

### Singlar
- 2011 – "As ni zo" (framförd av Nora Istrefi)
- 2011 – "Të kam pranë" (framförd av Ryva Kajtazi)
- 2011 – "Unë e di" (framförd av Nora Istrefi & Ermal Fejzullahu)
- 2012 – "S'ki më ik" (framförd av Nora Istrefi)
- 2012 – "Gangsta" (framförd av Nora Istrefi)
- 2013 – "Jepe tash" (framförd av Enca)
- 2013 – "Fenix" (framförd av Tuna)
- 2013 – "Ma ngat" (framförd av Zanfina Ismajli)
- 2014 – "Veç na" (framförd av Ronela Hajati & Agon Amiga)
- 2014 – "Jeans" (framförd av Mjellma Berisha)
- 2014 – "A dalim" (framförd av Adelina Berisha)
- 2014 – "Zejemër" (framförd av Besa Kokëdhima)
- 2014 – "A po t'pëlqen" (framförd av Enca)
- 2014 – "Na dy jena" (framförd av Ryva Kajtazi)
- 2014 – "Emocion" (framförd av Ermal Fejzullahu)
- 2014 – "O'najr" (framförd av Kida)
- 2014 – "M'ke krejt" (framförd av Kida)
- 2015 – "A je gati" (framförd av Genta Ismajli)
- 2015 – "Na dy" (framförd av Endri)
- 2015 – "Edhe njo" (framförd av Enca & Mozzic)

### Festivali i Këngës-bidrag
- 2014 – "S'të fal" (framförd av Lindita)

### Eurovision Song Contest-bidrag
- 2015 – "I'm Alive" (framförd av Elhaida Dani)